# 리처드 록스버그
리처드 록스버러(Richard Roxburgh, 영어 발음: /ˈrɒksb(ə)rə/, 1962년 1월 23일 ~ )는 오스트레일리아의 배우, 제작자, 감독이다.

## 출연 작품

### 영화
- 미션 임파서블 2 (2000)
- 물랑 루즈 (2001)
- 엘비스 (2002)
- 젠틀맨 리그 (2003)
- 반 헬싱 (2004) - 블라디스로스 드라큐라 백작 역
- 마야 (2014) - 플립 역 (애니메이션)
  - 마야2 (2018)
- 모험왕 블링키 (2015) - 윌리엄-블링키 아빠 역 (애니메이션)
- 루킹 포 그레이스 (2015, Looking for Grace)
- 핵소 고지 (2016) - 스텔저 대령 역
- 브레스 (2017, Breath)
- 엔젤 오브 마인 (2019) - 버나드 역
- 고! 고카트 (2020) - 패트릭 역

### 텔레비전
- 레이크 (2010-18)